# Eupithecia josefina
Eupithecia josefina är en fjärilsart som beskrevs av William Schaus 1913. Eupithecia josefina ingår i släktet Eupithecia och familjen mätare. Inga underarter finns listade i Catalogue of Life.